# Nitrur de bor
El nitrur de bor, en anglès:Boron nitride, és un compost químic amb la fórmula BN, consta d'un nombre igual d'àtoms de bor i de nitrogen. El nitrur de bor és isoelectrònic amb xarxes de carboni estructurades similarment i per això existeix en diverses formes cristal·lines (polimorfisme). La seva forma hexagonal, que es correspon amb la del grafit, és la més estable i la més tova entre les formes que pot tenir el nitrur de bor i per aquesta raó s'utilitza com a lubricant i com additiu en alguns productes cosmètics. La forma cúbica (estructura de l'esfalerita), que és una varietat anàlega a la del diamant, s'anomena c-BN. La seva duresa només és inferior a la del diamant, però la sev estabilitat tèrmica i química resulta ser superior. La rara modificació BN del cristall de wurtzita és similar a la lonsdaleita i pot ser fins i tot més dura que la forma cúbica.
El nitrur de bor rarament es troba a la natura però ho fa com inclusions microscòpiques en el mineral qingsongita (c-BN) dins roques riques en crom al Tibet. Es produeix sintèticament a partir de l'àcid bòric o del triòxid de bor. El producte inicial és una pols amorfa de BN la qual esconverteix en una forma cristal·lina, h-BN, a través d'escalfament amb un flux de nitrogen a temperatures per sobre de 1500 °C. El c-BN es fabrica per metal·lúrgia anellan. Al contrari que el diamant es poden produir grans quantitats per fusió a preus relativament econòmics a partir de pols de c-BN. Per això el c-BN es fa servir àmpliament en aplicacions mecàniques.
Tradicionalment es fa servir BN en la ceràmica d'equipaments per la seva gran estabilitat tèrmica. Té un gran potencial en la nanotecnologia. Els nanotubs de BN es poden fabricar obtenint una estructura similar als nanotubs de carboni (grafè) però amb propietats molt diferents. El nanotub de BN és un aïllant elèctric.

## Estabilitat tèrmica
Les formes hexagonals i les formes cùbiques (i probablement la forma w-BN) del BN mostren importants estabilitats químiques i tèrmiques. Per exemple, el h-BN no es descompon a temperatures de l'aire de fins a 1000 °C, de 1400 °C en el buit i de 2800 °C en una atmosfera inert. La reactivita del h-BN i del c-BN és relativament similar, i les dades per al c-BN es resumeixen en la taula de sota.
| Sòlid                      | Ambient        | Acció                                                                       | Llindar de temperatura T (°C) |
| -------------------------- | -------------- | --------------------------------------------------------------------------- | ----------------------------- |
| Mo                         | 10−2 Pa buit   | reacció                                                                     | 1360                          |
| Ni                         | 10−2 Pa buit   | Capacitat del metall fos per mantenir el contacte amb el BN sòlid (wetting) | 1360                          |
| Fe, Ni, Co                 | argon          | reacció                                                                     | 1400–1500                     |
| Al                         | 10−2 Pa vacuum | wetting i reacció                                                           | 1050                          |
| Si                         | 10−3 Pa buit   | wetting                                                                     | 1500                          |
| Cu, Ag, Au, Ga, In, Ge, Sn | 10−3 Pa buit   | sense wetting                                                               | 1100                          |
| B                          |                | sense wetting                                                               | 2200                          |
| Al₂O₃ + B₂O₃               | 10−2 Pa vacuum | sense reacció                                                               | 1360                          |

## Estabilitat química

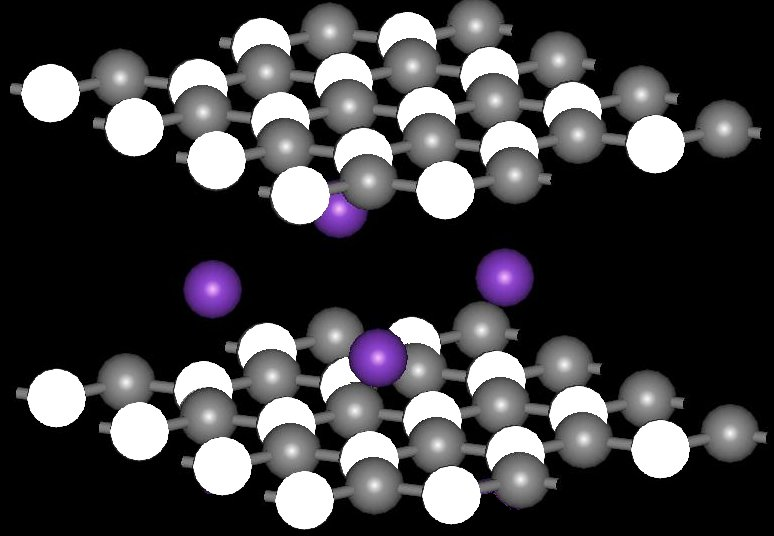
Estructura del nitrur de bor hexagonal intercalat amb potassi (B₄N₄K)

El nitrur de bor és insoluble en les àcids corrents, però és soluble en les sals alcalines foses i en els nitrurs com LiOH, KOH, NaOH-Na₂CO₃, NaNO₃, Li₃N, Mg₃N₂, Sr₃N₂, Ba₃N₂ or Li₃BN₂.

## Aplicacions

### BN hexagonal

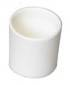
BN ceràmic

El BN hexagonal és la forma més utilitzada. És un bon lubricant tant a baixa com a alta temperatura (fins a 900 °C, fins i tot en una atmosfera oxidant). El lubricant h-BN lés particularment útil quan la reactivitat química o la conductivitat elèctrica del grafit resulta problemàtica. Les propietat lubricants de l'h-BN es fan servir en cosmètics, pintures, ciments dentaris i mines de llapis.
L'h-BN es pot incloure en ceràmiques, aliatges, resines, plàstics, gomes i altres materials, als quals proporciona lubrificació. Aquests materials són adequats en el camp de la construcció i per fabricar acer. Els plàstics omplerts amb BN Plastics filled tenen una expansió tèrmica menor i també major conductivitat tèrmica i elèctrica i major resistència. En elèctrònica es fan servir per exemple com substrat per a semiconductors, finestres dels forns microones i material per a segellar estructures.

### Nitrur de bor cúbic
El nitrur de bor en forma cúbica (CBN o c-BN) es fa servir molt com abrasiu. La seva utilitat és pel fet de la seva insolubilitat en el ferro, el níquel i els seus aliatges a les alts temperatures.